# John DeSoto
John DeSoto   (Honolulu, 21 de juliol de 1947) és un ex-pilot de motocròs estatunidenc, un dels pioners d'aquesta disciplina a Amèrica a finals de la dècada del 1960 i començaments de la de 1970. Conegut popularment com a The Flyin' Hawaiian ("El hawaià volador"), va ser dels primers americans a competir en el Campionat del Món de motocròs i a dedicar-se professionalment a aquest esport.

## Resum biogràfic
El seu pare, John DeSoto Sr., àlies "Cobra" (mort el 2006 a 81 anys), era un gran aficionat al motociclisme que ja va ensenyar a portar una moto al seu fill quan aquest tenia vora cinc anys. John DeSoto Jr. va aprendre a pilotar per fora de carretera pels camins de muntanya de Hawaii, inicialment amb una Francis-Barnett de 200cc i després amb una Triumph.
DeSoto, atleta destacat a l'institut, va obtenir una beca universitària per a jugar futbol americà al Snow Junior College de Utah, on aviat va esdevenir linebacker per a la lliga dels Estats Units. Estant-se a Utah, va assistir com a espectador a algunes curses locals de motociclisme i va decidir que volia dedicar-s'hi seriosament, de manera que el 1967 va deixar els estudis i es va traslladar al sud de Califòrnia per a competir. Va començar participant en curses de Dirt Track amb motos Harley-Davidson i Norton fins que, després de guanyar la primera prova d'european scrambles (nom amb què es coneixia el motocròs als EUA aleshores) que va córrer, va decidir de passar-se a aquesta aleshores incipient modalitat al país.

### Pilot professional de motocròs

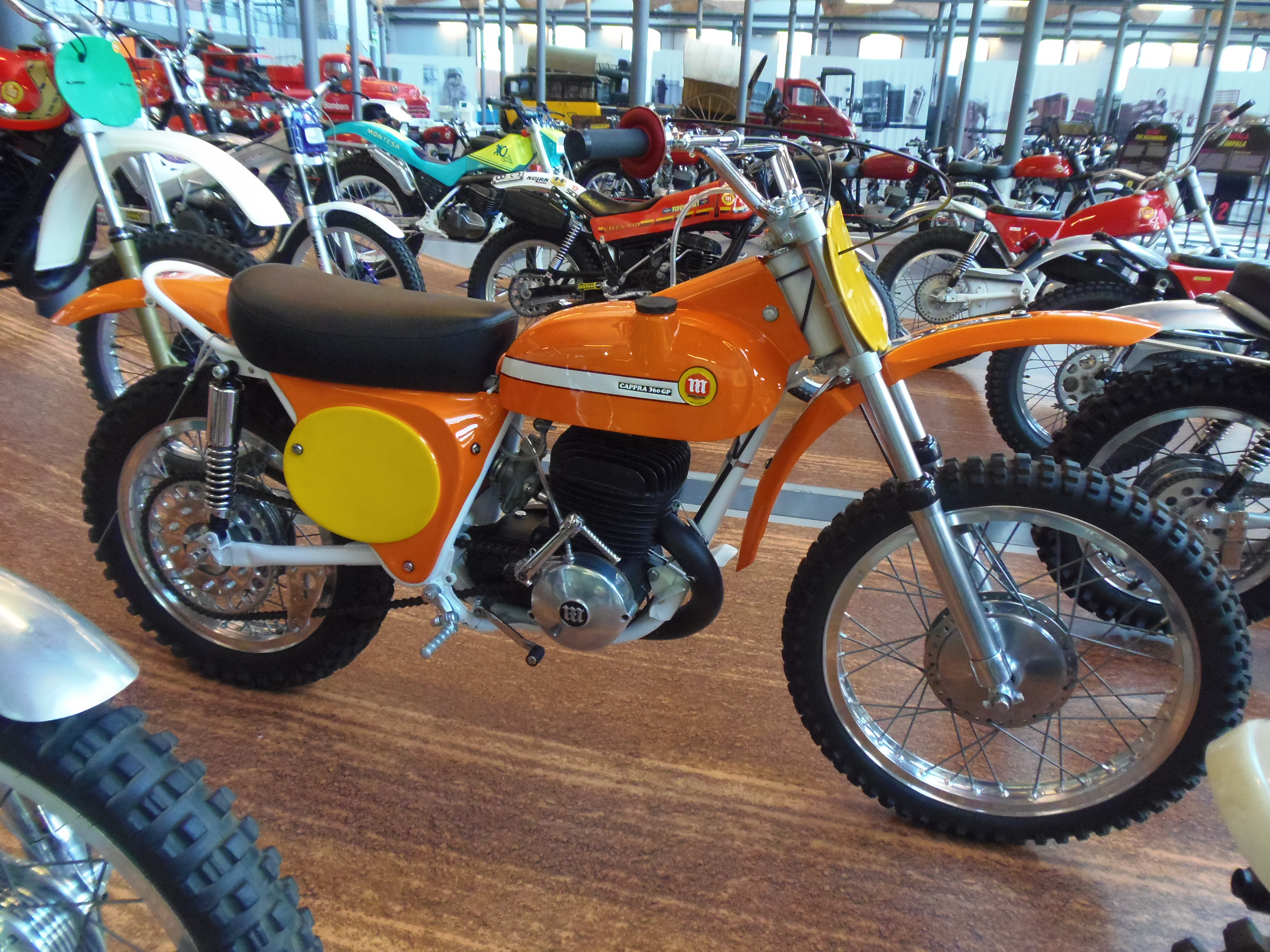
Una Montesa Cappra 360 de 1968, igual que la que pilotà DeSoto aquell any

Durant els seus primers mesos a Califòrnia, DeSoto vivia com a sensesostre i dormia en un cotxe abandonat al nord de Hollywood, prop del taller on li preparaven les motos. Feia servir de dutxa la mànega de darrere el taller. Com que els seus progressos en motocròs eren evidents, el 1968 el distribuïdor de Montesa a la Costa Oest, Kim Kimball, li oferí motos i suport com a pilot oficial de la marca, al costat de Ron Nelson. Gràcies a això, va poder deixar el cotxe abandonat i tenir allotjament digne. Els seus ingressos, però, no donaven per a gaire i havia de fer servir un Volkswagen Escarabat que li deixaren per a transportar la seva Montesa Cappra als circuits. L'equip de Montesa destacà durant les primeres edicions de la Inter-AM, organitzada des del 1967 per l'importador de Husqvarna al país, Edison Dye. A l'edició de 1968, DeSoto fou el millor americà en la categoria dels 250cc i Nelson, en la dels 500cc, la qual cosa equivalia llavors a guanyar de forma oficiosa un encara inexistent campionat nacional (el primer Campionat AMA de motocròs es va instaurar el 1972).
Durant aquella època, DeSoto ja destacava pel seu estil de pilotatge i era conegut per ser un dels primers a fer dobles salts complets en curses de motocròs. En aquells temps, també competia en nombroses curses de desert, com ara la Baja 1000 i la Mint 400 (més endavant, el 1971, va arribar a guanyer el famós Gran Premi d'Elsinore, al sud de Califòrnia).
El 1969, els seus amics Dan Gurney i Tommy Smothers, dels Smothers Brothers, varen patrocinar DeSoto per tal que pogués desplaçar-se a Europa i competir al campionat del món de motocròs de 250cc. Allà, DeSoto es va fer amic de Joël Robert i va comprovar que el nivell del pilots europeus era molt superior al dels americans. A meitat de temporada, DeSoto va patir un seriós accident al Gran Premi de França i se li clavà un estrep de la moto a l'aixella, de manera que el traslladaren a Espanya, on els cirurgians estaven acostumats a tractar aquesta mena de lesions als toreros.
De tornada als EUA, Edison Dye el va fitxar per una temporada i la següent, DeSoto va signar amb ČZ. Fou amb la marca txecoslovaca que DeSoto va obtenir els seus majors èxits durant els 70, quan va ser un dels principals competidors a la Inter-AMA i la Trans-AMA. El 1973, va guanyar una prova del Campionat AMA de motocròs de 250cc a Toledo (Ohio) i va representar els EUA al Motocross des Nations juntament amb Jim Pomeroy i Mike Hartwig. DeSoto va continuar en actiu fins a mitjan anys 70, pilotant després de CZ per a Suzuki, Kawasaki (de la qual fou pilot provador i ajudà a desenvolupar els seus prototips de motocròs), OSSA i Maico. El 1975, es va retirar de les curses de motocròs professionals.

### Retirada
Un cop retirat de la competició, John DeSoto se'n va tornar a Hawaii. Allà, va rebutjar ofertes per a incorporar-se al negoci de la motocicleta i es va dedicar al de la construcció. A començaments de la dècada del 1980, va crear un club de piragüisme per ajudar nens conflictius i sovint feia xerrades a grups per a orientar sobre el treball amb els joves. El 1986, atenent diverses peticions, es presentà a les eleccions municipals i fou escollit com a regidor de Honolulu, càrrec que va renovar durant el màxim legal de quatre mandats.
A començaments del segle xxi, DeSoto continuava pilotant motocicletes de tant en tant en curses vintage i ajudava a organitzar diversos esdeveniments motociclistes, entre ells una cursa anomenada "The Cobra" en honor del seu pare.

## Distincions
John DeSoto va ser introduït al Motorcycle Hall of Fame de l'AMA el 1999 i al Hawaiian Sports Hall of Fame el 2004. El novembre del 2013 li fou concedit el premi Edison Dye Lifetime Motocross Achievement Award.